# Jacob Whittle
Jacob Henry Whittle (Chesterfield, 25 de septiembre de 2004) es un deportista británico que compite en natación, especialista en el estilo libre.
Ganó una medalla de bronce en el Campeonato Mundial de Natación de 2022 y una medalla de bronce en el Campeonato Europeo de Natación de 2022.

## Palmarés internacional
| Campeonato Mundial | Campeonato Mundial | Campeonato Mundial | Campeonato Mundial |
| Año                | Lugar              | Medalla            | Prueba             |
| ------------------ | ------------------ | ------------------ | ------------------ |
| 2022               | Budapest (Hungría) | Medalla de bronce  | 4 × 200 m libre    |
| Campeonato Europeo |                    |                    |                    |
| Año                | Lugar              | Medalla            | Prueba             |
| 2022               | Roma (Italia)      | Medalla de bronce  | 4 × 100 m libre    |